# Jakhan
Jakhan (també Jakhau) fou un petit estat tributari protegit de l'Índia, a la divisió de Jhalawar, Kathiawar, presidència de Bombai, situat a uns 7 km a l'est de Limbdi. El 1881 la població era de 703 habitants i estava format per un sol poble amb dos tributaris separats. Els ingressos s'estimaven en 156 lliures de les que 24,4 eren pagades com a tribut al govern britànic i 12 al nawab de Junagarh.